# Vertige (roman)
Vertige est un roman écrit par Franck Thilliez paru en octobre 2011 aux éditions Fleuve noir.

## Présentation
Le roman débute par deux épigraphes. La première est de Simon and Garfunkel dans leur chanson The Sound of Silence : « Hello darkness my old friend, I’ve come to talk with you again » qui signifie littéralement « Bonsoir obscurité, ma vieille amie, je suis venu te parler de nouveau ». La seconde vient de Jorge Luis Borges dans Le Livre de sable : « On n’existe que si on est photographié. ».

## Diffusion en audiolivre
- Franck Thilliez (auteur) et Guillaume Cramoisan (narrateur), Vertige, Paris, LIZZIE, 7 juin 2018 (ISBN 979-10-366-0023-4)Support : 1 CD MP3 ; durée : 7 h 55 minutes environ